# Johnny Mowinckel
Johan (Johnny) Ernst Mowinckel, född 19 augusti 1938 i Bergen, död 13 april 2015 i Flen, var en norsk-svensk musiker, främst pianist.
Mowinckel inledde sin musikaliska karriär i slutet av 1950-talet som rock'n'roll-sångare i Oslo och studerade senare för Karlheinz Stockhausen i Darmstadt. År 1965 kom han till Sverige och blev 1969 medlem i gruppen Atlantic Ocean. Med denna grupp medverkade han i  Roy Anderssons långfilm En kärlekshistoria (1970). Då Atlantic Ocean ombildades till Fläsket brinner inledde han ett samarbete med Einar Heckscher i gruppen Telefon Paisa (sedermera Sogmusobil) och senare i Levande Livet. Han deltog även i Handgjorts sista spelning under gärdesfesten i Stockholm 1971. Han medverkade också på Pugh Rogefeldts musikalbum Hollywood (1972). I mitten av 1970-talet bröts Mowinckels musikkarriär till följd av ett hårt liv, men han fortsatte spela piano och synthesizer och gjorde på 1990-talet den elektroakustiska skivan Skisser från Flen.
Under senare år var Mowinckel bosatt i Flen, men framträdde så sent som i juni 2013 på Kulturhuset i Stockholm vid vernissagen för en utställning över Lars Hillersberg.